# Био-арт
Био-арт — это направление в современном искусстве, где люди работают с живыми тканями, бактериями, живыми организмами и жизненными процессами. Используя научные процессы, такие как биотехнологии (включая такие технологии, как генная инженерия, культура тканей и клонирование), работы производятся в лабораториях, галереях или в студиях художников. Сфера био-арта, по мнению некоторых художников, должна быть строго ограничена «живыми формами», в то время как другие художники считают, что искусство, которое использует образы современной медицины и биологических исследований тоже входит в био-арт, или же считают это противоречие следствием самого характера биологических наук.
Хотя художники био-арта и работают с живой материей, есть некоторые разногласия по поводу тех этапов, на которых материя считается живой. Создание живых существ и работа в области естественных наук приводит к этическим, социальным и эстетическим спорам. Термин «Био-арт» был придуман Эдуардо Кацем в 1997 году в отношении его произведения Капсула времени. Несмотря на то, что корни био-арта восходят к концу 20 века, благодаря работам таких пионеров, как Джо Дэвис, Ольга Киселева, Марта де Менезес и художников, объединенных лабораторией SymbioticA, био-арт гораздо более широко практикуется именно в настоящее время.

## Обзор

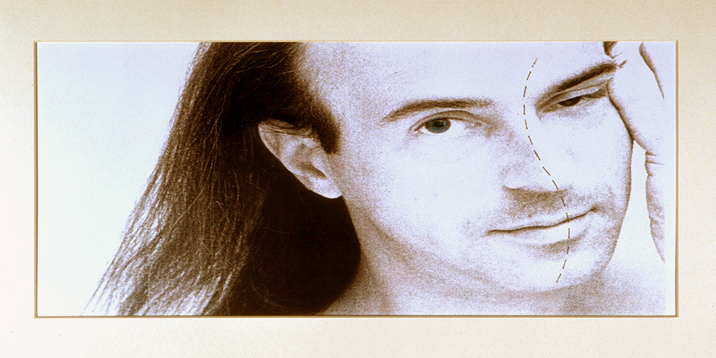
Автопортрет, Инь — Ян, 1988. Играя на параллели между фотоманипуляцией и клонированием

Био-арт часто используется в шокирующих или юмористических целях. Isotope: A Journal of Literary Science and Nature Writing пишет: «Био-арт часто нелеп. Он может быть шероховатым, грубым, антисанитарным, иногда невидимым настолько, что сложно уследить за ним на аукционе. Но в то же время, он делает что-то очень традиционное, что должно делать искусство: обращать внимание на красивые и гротескные детали природы, которые мы бы могли никогда не увидеть».
Поднимая вопросы о роли науки в обществе, био-арт одновременно затрагивает социальные проблемы, передавая политическую и социальную критику посредством сочетания художественного и научного процессов.
Хотя большинство людей, которые практикуют био-арт, относят к категории художников, их также можно рассматривать как ученых, поскольку фактически большинство работ связаны с молекулярными структурами. Из-за этой двойной сущности био-арта, кафедра клеточной биологии Гарвардского университета предлагает всем представлять работы, претендующие на научную или художественную ценность.

## Работа художников в лаборатории
Лабораторные работы представляют собой вызов для художника, во-первых, из-за того, что эта среда часто незнакома художнику. В то время как некоторые художники имеют предварительную научную подготовку, другие же должны либо обучиться для выполнения необходимых процедур, либо работать в тандеме с учеными, которые могут выполнять необходимые задачи. Био-арт художники часто используют знания, связанные или относящиеся к науке и научной практике, такие как работа с бактериями или живой тканью.
Большая часть техник био-арт направления включает в себя культивирование тканей и трансгенетику — термин, обозначающий различные процессы генной инженерии, посредством которых генетический материал одного организма изменяется путем добавления синтезированного или пересаженного генетического материала от другого организма.
Одним из примеров данного типа искусства был кролик Алба — живой флуоресцентный кролик, созданный в 2000 году Эдуардо Кацем. Вставив в оплодотворённую яйцеклетку кролика ген флуоресцентного белка медузы, Кац создал кролика, который светился ярко-зелёным светом.
Другим примером служит проект Культура тканей и искусство. Био-арт художники в сотрудничестве с автором перформансов Стеларком вырастили копию уха в масштабе 1/4, используя клетки человека. Проект был осуществлен в SymbioticA: лаборатории, занимающейся исследованиями в области науки и искусства, находящейся в школе анатомии и биологии человека университета Западной Австралии.
В 2011 году в Департаменте BFA в Школе изобразительных искусств Нью-Йорка открылась первая в США лаборатория био-арта, предлагающая студентам-художникам доступ к научным инструментам и методикам создания произведений искусства.

## Освещение проблем биологии и общества

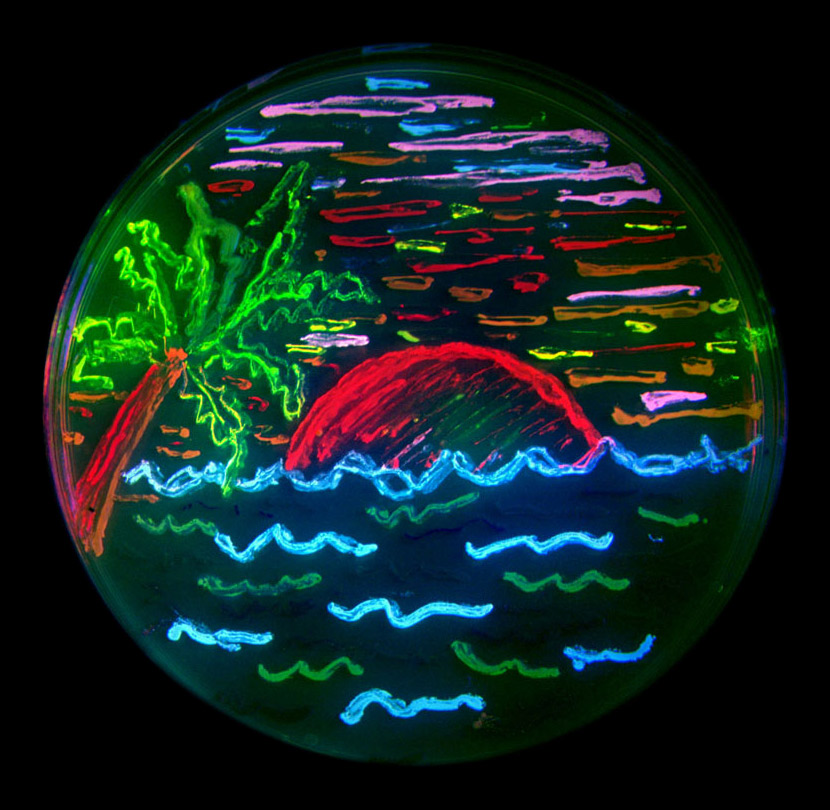
Обсуждаемый вопрос: должен ли био-арт, как эта работа в сфере микробного искусства, быть сделан из реальных организмов. Работа выполнена бактериями, светящимися 8 различными цветами флуоресцентных белков

Понятие био-арта является предметом продолжающихся дебатов. Основная дискуссия сосредотачивается вокруг того, должен ли био-арт, обязательно включать манипуляции с биологическим материалом, как в микробном искусстве, которое по определению состоит из микробов. Более широкое определение этого термина будет включать работы, в котором рассматриваются социальные и этические аспекты биологических наук. На сегодняшний день био-арт как жанр имеет много пересечений с такими областями, как критический или спекулятивный дизайн. Этот тип работы часто достигает намного более широкой аудитории, и предпочитает начать диалог в этом пространстве, а не становиться пионером в данной области или даже использовать специфические биологические методы. Примером в этой области можно назвать Ray Fish shoes, которая рекламировала обувь, сделанную из генетически модифицированной кожи ската, и BiteLabs, биотехнологический стартап, который пытался сделать колбасу из мяса, выращеного из образца тканей знаменитостей. Среди художественного сообщества, однако, био-арт все более ограничивается работой, которая напрямую связана с биологическими материалами.